# Saint-Alban-Auriolles
Saint-Alban-Auriolles ist eine französische Gemeinde mit 1101 Einwohnern (Stand 1. Januar 2022) im Département Ardèche.

## Geographie
Saint-Alban-Auriolles liegt am Ende des weiten Schwemmtal des Chassezac kurz vor seiner Mündung in die Ardèche.

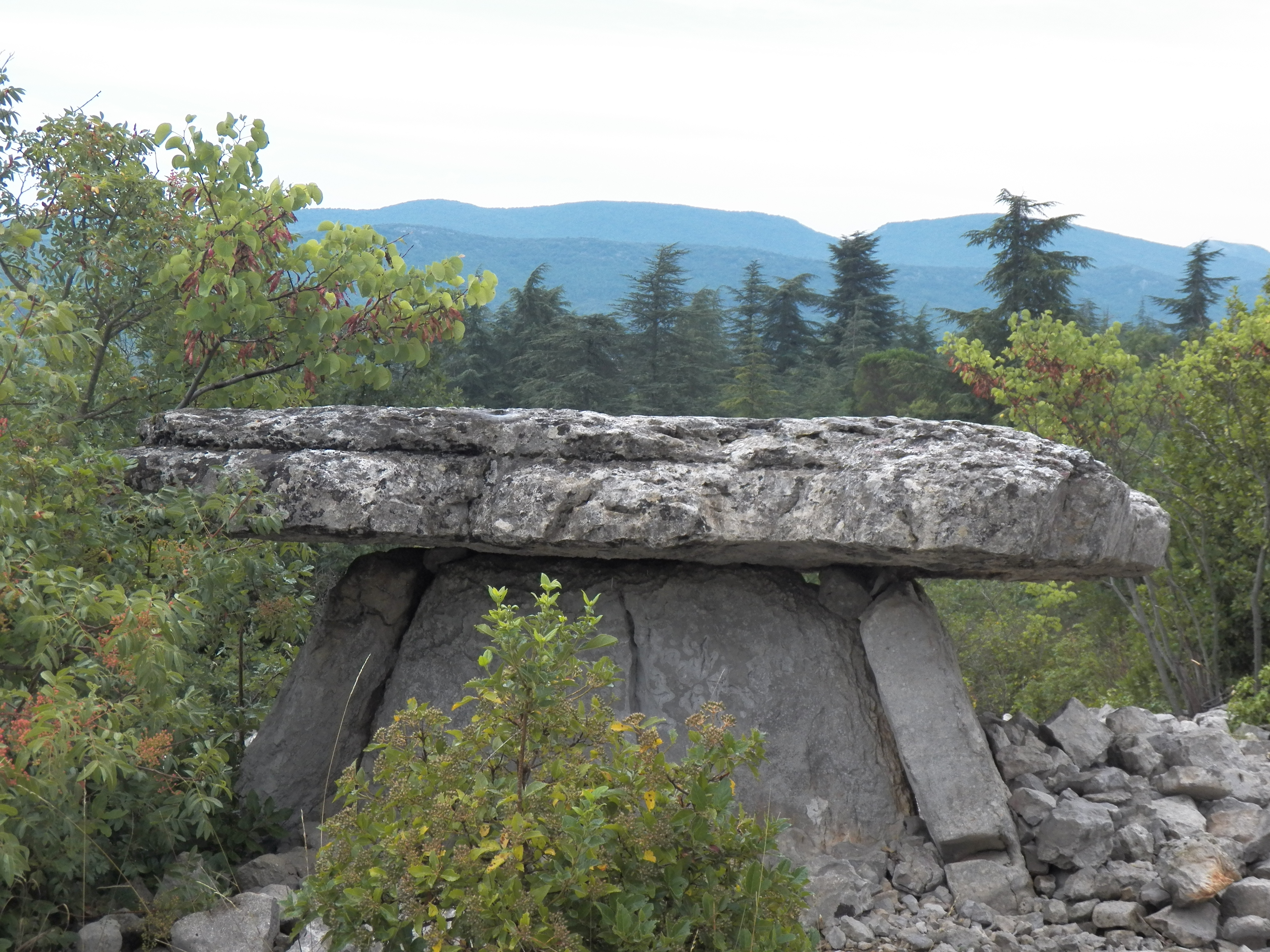
Dolmen du Calvaire – am Ort

## Bevölkerung
| Jahr                       | 1962 | 1968 | 1975 | 1982 | 1990 | 1999 | 2018 |
| -------------------------- | ---- | ---- | ---- | ---- | ---- | ---- | ---- |
| Einwohner                  | 494  | 504  | 513  | 542  | 584  | 736  | 1087 |
| Quellen: Cassini und INSEE |      |      |      |      |      |      |      |